# Scambus garhwalensis
Scambus garhwalensis là một loài tò vò trong họ Ichneumonidae.